# Sonae
Sonae (Abkürzung von Sociedade Nacional de Estratificados) ist eine portugiesische börsennotierte Holding, der größte private Arbeitgeber und mit 11 % Anteil am nationalen Mehrwertsteuer-Aufkommen der größte Steuerzahler in Portugal. Der Mischkonzern hat seinen Sitz in Maia bei Porto. Er wird im portugiesischen Aktienindex PSI 20 geführt.

## Allgemeines
Sonae wurde 1959 von Afonso Pinto Magalhães gegründet und ist heute einer der bedeutendsten portugiesischen Konzerne. Pinto Magalhães, unter anderem auch Gründer der Bank Banco Pinto Magalhães, hatte in den Jahren nach der portugiesischen Nelkenrevolution von 1974 Fábio Lemos die Führung des Unternehmens übertragen. 1982 wurden Belmiro de Azevedo 16 % des Aktienkapitals der Sonae von Pinto Magalhães angeboten. Nach dem Tod von Pinto Magalhães und juristischen Auseinandersetzungen mit der Familie konnte Azevedo die vollständige Kontrolle über das Unternehmen erhalten. Seit 20. März 2007 ist Paulo de Azevedo anstelle seines Vaters Belmiro de Azevedo, Chef der Sonae.
Sonae operiert in folgenden Ländern: Portugal, Spanien, Italien, Deutschland, Griechenland und Rumänien; des Weiteren in Brasilien, Angola und Kolumbien. In Deutschland betreibt Sonae das Alexa Shopping Centre in Berlin, das und die Europa-Galerie Saarbrücken in Saarbrücken und will weiter expandieren. Aktuelles Projekt ist zurzeit die Neue Mitte Garbsen in Garbsen. Außerdem ist das Unternehmen für das Management der Münster-Arkaden in Münster zuständig.

## Organisationen
Zentrales Verwaltungsorgan ist die Holding Sonae. Das weit verzweigte Handelsunternehmen operiert mit seinen Tochtergesellschaften in den beiden Hauptsparten Einkaufszentren und Telekommunikation. Die Subholdings sind:
- Sonae Sierra (Verwaltung und Entwicklung von Einkaufszentren)
- Sonaecom (Telekommunikation, Mobilfunk, Internetdienste)
- Sonae SR (Spezialisierter Einzelhandel: Loop, Modalfa, SportZone, Vobis, Worten, Worten Mobile, Zippy)
- Sonae MC (Lebensmitteleinzelhandel: Bom Bocado, Book.it, Continente, Continente Bom Dia, Continente Modelo, Continente Ice, Well's)[2]
- Sonae RP (Einzelhandelsimmobilien)
- Sonae Investimentos (Verwaltung der Investitionen)
- Sonae Fashion   MO (Bekleidung, Schuhe und Accessoires), Zippy (Bekleidung, Schuhe und Accessoires für Babys und Kinder sowie Kinderpflegeprodukte), Losan (spezialisiert auf Kindermode) und Salsa (Jeans, Bekleidung und Accessoires).

Zum Sonae-Konzern gehören portugalweit bekannte Marken, beispielsweise die Supermarktketten Modelo Continente, die Elektronikfachmarktkette Worten als auch eine Reihe von Nachrichtenmagazinen und Zeitungen (Público etc.), der portugiesische Mobilfunkbetreiber Optimus sowie die Reederei Atlantic Ferries. Auch zahlreiche Einkaufszentren in ganz Portugal sind im Besitz des Unternehmens, zum Beispiel Centro Colombo (Lissabon), Via Catarina (Porto), Madeira Shopping (Funchal).

## Eigentümer
Die Aktie der Sonae hat an der Portuguese Stock Index 20 eine Gewichtung von 2,71 %.
| Anteil  | Anteilseigner    |
| ------- | ---------------- |
| 52,65 % | Efanor           |
| 8,90 %  | BPI              |
| 2,50 %  | Fundação Berardo |
| 4,99 %  | Bestinver        |
| 2,00 %  | Norges Bank      |
| 28,96 % | Streubesitz      |